# Свербеев, Дмитрий Дмитриевич
 Дмитрий Дмитриевич Свербеев (1845—1921) — курляндский губернатор, камергер из рода Свербеевых. Сын Д. Н. Свербеева, брат А. Д. Свербеева.

## Биография
Окончил курс в Гогенмейской академии сельских хозяйств в Вюртемберге. Служил сначала председателем Серпуховской уездной земской управы. Затем в 1875 году избран непременным членом Новосильского уездного по крестьянским делам присутствия и почетным мировым судьей по Серпуховскому уезду.
В 1881 году причислен к министерству юстиции, а в 1883 году командирован в временную коронационную комиссию в качестве чиновника особых поручении сверх штата. В том же году пожалован в звание камер-юнкера двора.
В 1885 году назначен тульским вице-губернатором, а в 1888 году утвержден почетным мировым судьей по Новосильскому уезду. В том же году производил ревизию делопроизводства Богородицкого и Белевского сиротских судов. В 1889 году пожалован в звание камергера.
В 1892 году назначен исполнять должность, а в 1894 году утвержден в должности курляндского губернатора, с производством в действительные статские советники. В 1893 году назначен почетным мировым судьей Митаво-Бауского округа.
В 1905 году в Российской империи произошла революция, имевшая особенно интенсивное течение в прибалтийских губерниях. Свербеев вначале преуменьшал масштабы выступления, сводя их к небольшим крестьянским волнениям, и старался не применять силу против бастующих рабочих.  Нарастающая волна насилия показала беспомощность губернатора. Его просьбы об усилении войск, дислоцированных в губернии, не встретили удовлетворительного отклика у центральных властей. По указу императора Николая II 6/19 августа 1905 года он объявил в губернии военное положение. 
Поскольку он потерял контроль за ситуацией в губернии 10/23 сентября 1905 года, был уволен по собственному желанию его заменил Леонид Князиев.

## Семья
Женат на Екатерине Фёдоровне Сухотиной (1849—1895). 
Их сыновья: Сергей, Николай, Фёдор — все трое военные моряки, все трое ушли в 1904 году в поход 2-й Дальневосточной эскадры вице-адмирала З. П. Рожественского. 
- Сергей Дмитриевич (1872—1905) погиб при Цусиме на борту флагманского броненосца «Князь Суворов». Его жена — Мария Николаевна, урожд. кн. Голицына (1865—1943, Франция), дочь Н. М.Голицына, после Октябрьской революции эмигрировала.
- Николай Дмитриевич (1874—1905) погиб тогда же на крейсере «Светлана».
- Фёдор Дмитриевич (1876—1953) заболел в походе и был с Мадагаскара отправлен обратно в Россию.
- Дочь — Мария Дмитриевна Свербеева (1873—1923), в 1900 году вышла замуж за князя Николая Владимировича Голицына (1874–1942); их сын Кирилл (1903–1990), художник и мемуарист, отец А. К. Голицына.
- Дочь — Елена Дмитриевна Свербеева (1876—1971), замужем за В. С. Мамонтовым.
- Дочь — Любовь Дмитриевна Свербеева (1879—1958). Во втором браке замужем за Юрием Юрьевичем Новосильцевым (1887—1921, умер в  тамбовской тюрьме), сыном Ю. А. Новосильцева. Их дочь — Любовь Юрьевна Новосильцева (1912—1943) была арестована в 1938 году, скончалась в Ухто-Ижемском ИТЛ.